# 國際初中科學奧林匹克
國際初中科學奧林匹克（International Junior Science Olympiad，簡稱IJSO）是一項給予15歲或以下的學生參與的國際科學比賽。此比賽最先在2004年舉辦，然後一年舉辦一次。每一個國家和地區可以派出以6名學生及3名領隊組成隊伍參與賽事。這也是國際科學奧林匹克的其中之一。

## 考試內容
考試分成三個獨立的部分，在不同的日子進行。此考試需要學生擁有科學（即物理、化學與生物學）的知識。以100分為滿分。

### 試驗系考試（Test examination）
試驗系考試由30題多項選擇題組成，物理、化學與生物學各佔10題。每題有4個選擇。每答對一題得1分，每答錯一題倒扣0.25分，棄權不扣分。這一部分以30分為滿分。

#### 隨機答題的狀況
依照試驗系考試的資料，答中題目的機率為P(C)，而答錯題目的機率為P(E)，則
{\displaystyle P(C)=0.25}　而　{\displaystyle P(E)=0.75}。
故在隨機答題的狀況，所得分數的期望值為
{\displaystyle {\begin{aligned}\operatorname {ExpectedValue} &=1\cdot {\frac {1}{4}}-0.25\cdot {\frac {3}{4}}\\[6pt]&={\frac {4-3}{16}}=0.0625\end{aligned}}}

### 理論系考試（Theoretical examination）
理論系考試以物理、化學與生物學三部分組成。以30分為滿分。

### 實驗系考試（Experimental examination）
實驗系考試必須以最多三人分成一小組進行，即每一個參賽單位可以分成最多兩個小組。在同一小組的所有學生都會有相同的分數。以40分為滿分。
從第一屆至第三屆，實驗系考試只有一題；而在第四屆，實驗系考試就分成四題。

## 主辦地
- 2004年：印度尼西亚共和国雅加達
- 2005年：印度尼西亚共和国日惹
- 2006年：巴西共和国聖保羅
- 2007年：台灣台北
- 2008年：大韓民國慶尚南道
- 2009年：亞塞拜然共和国巴庫
- 2010年：奈及利亞联邦共和国阿布札
- 2011年：南非共和国德班
- 2012年：伊朗伊斯蘭共和國德黑蘭
- 2013年：印度共和國浦那
- 2014年：阿根廷共和國門多薩
- 2015年：大韓民國大邱廣域市
- 2016年：印度尼西亚共和国峇里島
- 2017年：荷兰王国阿姆斯特丹
- 2018年：博茨瓦纳共和国哈博罗内
- 2019年：卡達
- 2020年：德意志聯邦共和國法蘭克福(取消，因2019冠狀病毒病疫情大流行)
- 2021年：阿拉伯聯合酋長國(線上舉行)
- 2022年：哥倫比亞波哥大
- 2023年：泰王國曼谷
- 2024年：羅馬尼亞布加勒斯特
- 2025年：俄羅斯聯邦

## 外部連結
- 國際初中科學奧林匹克官方網頁 （页面存档备份，存于）
- 第四屆國際初中科學奧林匹克網頁
- 中華民國國中科學奧林匹克 （页面存档备份，存于）(已關閉?)
- 國中科學奧林匹亞競賽[]